# Cerkiew Świętego Księcia Apostolskiego Włodzimierza Wielkiego w Czortkowie
Cerkiew Świętego Księcia Apostolskiego Włodzimierza Wielkiego (ukr. Церква святого рівноапостольного князя Володимира Великого) – cerkiew prawosławna (Kościół Prawosławny Ukrainy), w Czortkowie (hromada Czortków, rejon czortkowski, obwód tarnopolski).
W dniu Świętego Księcia Apostolskiego Włodzimierza Wielkiego, 28 lipca 1993 roku, sobór księży dekanatu Czortków poświęcił krzyż i kamień węgielny pod budowę cerkiew św. Księcia Włodzimierza Wielkiego. Budowa jest w toku.
Wybudowano kaplicę Matki Bożej.